# 오와니온센역
오와니온센역(일본어: 大鰐温泉駅) 또는 오와니역(일본어: 大鰐駅)은 일본 아오모리현 미나미쓰가루군 오와니정에 위치한 동일본 여객철도 · 고난 철도의 철도역이다. 동일본 여객철도 오우 본선의 소속역이며, 고난 철도 오와니 선의 기·종점이기도 한 오와니역에 대해서도 기술한다.

## 역 구조 및 타는 곳

### 동일본 여객철도
단선 · 섬식의 형태를 합친 2면 3선 구조의 복합 승강장을 갖춘 지상역이다.
| 1 | ■ 오우 본선 | (하행)                          | 히로사키 · 아오모리 방면        |
| 2 | ■ 오우 본선 | 대피선 (정기 열차는 하행 1대만) | 대피선 (정기 열차는 하행 1대만) |
| 3 | ■ 오우 본선 | (상행)                          | 오다테 · 아키타 방면            |

### 고난 철도
섬식 승강장 1면 2선의 구조를 가진 지상역이다.
| 4 · 5 | ■ 오와니 선 |  | 쓰가루오사와 · 주오히로사키 방면 |

## 이용 현황
| 승차 인원 추이 | 승차 인원 추이 |
| 연도           | 1일 평균       |
| -------------- | -------------- |
| 2000           | 209            |
| 2001           | 216            |
| 2002           | 223            |
| 2003           | 216            |
| 2004           | 213            |
| 2005           | 211            |
| 2006           | 203            |
| 2007           | 218            |
| 2008           | 216            |
| 2009           | 208            |
| 2010           | 212            |
| 2011           | 200            |
| 2012           | 213            |
| 2013           | 221            |

## 역 주변
- 국도 제7호선
- 아오모리 은행 오와니 지점
- 오와니 정청
- 오와니 온천

## 인접 역
| 동일본 여객철도 오우 본선 | 동일본 여객철도 오우 본선 | 동일본 여객철도 오우 본선    |
| ------------------------- | ------------------------- | ---------------------------- |
| 나가미네 요코테 방면      | ■ 오우 본선               | 이시카와 아오모리 방면       |
| 고난 철도 오와니 선       |                           |                              |
| 시·종착역                 | ■ 오와니 선               | 슈쿠가와라 주오히로사키 방면 |